# オムレツ
オムレツ（フランス語・英語:omelette、英語ではomeletとも）は、新鮮な鶏卵を溶きほぐし、塩・こしょうなどで調味して、念入りに油ならししたフライパンで強火で手早く焼いたものである。プレーンオムレツ（英: plain omelet）がもっとも基本的なものとなる。しばしばさまざまな食材（後述）を入れることもあるので、その種類は非常に多い。卵料理の代表のひとつ。溶いた卵を、フライパンで固まるまで熱し、しばしば途中でフィリング（追加の食材）を足し、たいていは折りたたんで提供する。
起源は古代ペルシャに遡るという。名称は16世紀フランスの料理に由来し、現代ではバリエーションが非常に多く、各国で溶き卵にさまざまな食材を追加して調理したオムレツがある。
基本的に作りたてが食されている。家庭料理の朝食の定番のひとつであり、夕食で食す国もある。ホテルの朝食として、シェフが客の好みに合わせたオムレツを焼くサービスも存在する。
焦がすことなく、美しい仕上がりを得るためには、フライパンの使い方、バターの量、火加減の調節などの基本的な調理作業に高度な技術が必要となるため、プロの調理人がこれら基本技術の習得のためにオムレツを焼くという事も多い。オムレツがフライパンに焼きついてしまわないよう、美しく仕上げるためにテフロン加工のフライパン、もしくは念入りに油ならしした鉄フライパンを使う。

## 発展的な調理の方法
一人前あたり2個か3個の鶏卵を溶く。その際に、微量の水あるいは牛乳を加えて攪拌することで最終的にふんわりと仕上がると、最近数十年
の料理本や料理番組では多く解説されている。ただし牛乳を加えることについては、賛否がある。
プロのシェフは溶き卵を作る時に、箸ではなく泡立て器で混ぜる。泡を立てないよう卵白の腰を切るように混ぜ、卵液を目の細かいステンレスのざるに通す。これにより、卵液のキメが細やかになり、カラザも取り除け、鮮やかな黄色のオムレツになる。また、プロのシェフは加熱前に濡らした布巾を用意しておく。卵が少し過熱されてきたら、フライパンをその濡れ布巾の上に数秒ほど載せ、フライパンの温度を少し下げてから、コンロ上に戻す。これにより、フライパンの温度が調節され、オムレツの焦げつきを防ぐ。

## 種類
卵液にコショウ・塩だけで味付けし、他の具材を何も入れず調理したものはプレーンオムレツという。中心部が固まりきらない状態のものはレアオムレツと呼ばれる。卵液にさまざまな食材（肉、チーズ、野菜、豆類、穀類、果物）など入れたり、あるいは卵液を加熱している途中で食材を載せて加熱する方法もある。上にかける調味料・ソース類は、世界各地の地域性や文化により異なる。

### 世界各地のオムレツ
ドイツでは刻んだじゃがいも、ベーコン、玉ねぎを加えた田舎風オムレツ「ホッペルポッペル」が食べられている。
スパニッシュオムレツ（スペイン風オムレツ）は、鉄鍋などにたっぷりの具と卵を入れて、ひっくり返すことなくじっくりと焼き上げる。大きめに作って切り分けて出すもので、ケチャップやソースなどの調味料はあまり用いられない。
フランスのモン・サン＝ミシェルでは、卵をホイップクリームのように泡立て、甘くふんわりと焼き上げることで知られるオムレツ「スフレリーヌ」が名物となっている。「ラ・メール・プラール（プラールおばさん）」(フランス語版) などの店が日本にも進出している。
アメリカでは朝食メニューとして、炒めたハム、パプリカ、玉ねぎ、トマト、じゃがいも、チーズ、マッシュルーム、ほうれん草などを混ぜ込む、あるいは挟み込んだ大型のオムレツが定番となっている。これはデンバー市の名を冠してデンバー・オムレツとも呼ばれる。
中華料理では芙蓉蛋と呼ばれる蟹肉入りオムレツなど、多くの中華風定番オムレツ料理がある。鍋料理の具のひとつとして、卵を薄く焼いた皮で挽肉などを包んだ「蛋餃子」（タンジャオズ、dànjiǎozi）という餃子の一種があるが、ミニサイズのオムレツと見ることもできる。
台湾では、干し大根を入れた菜脯蛋が朝食メニューの定番である。屋台料理として有名な蚵仔煎は、牡蠣と溶き卵を水溶きしたサツマイモ澱粉でとじる。
フィリピンでは、カボチャを用いたオムレツであるトルタンカラバサが食される。
- フランス モン・サン・ミシェルのスフレリーヌ
- デンバー・オムレツ
- スパニッシュオムレツ
- 台湾の蚵仔煎

### 日本のオムレツ
家庭で作られるオムレツは各家庭ごとに異なっている。それぞれの地域で豊富にとれる野菜を使用する家庭もある。例えば、農家では自分の畑でとれた野菜を使うことが多く、一般家庭でも家庭菜園でとれた野菜や香草を入れるということはよく行われる。ひき肉を入れる場合もある。
家庭でオムレツにソースをかける場合、トマトケチャップやウスターソースなどが主に使われるほか、市販のチューブに入ったデミグラスソース 、濃度を調整したカレーやシチューの残りも使用される。関西では、まるでお好み焼きのようにマヨネーズを細く網目状にかける家庭がある。
調理方法としてはフライパンを使うのが一般的だが、中華鍋をフライパン代わりにして調理する方法、普通の鍋に油をひいて作る方法などもある。
飲食店・レストランでは、ケチャップ、ドミグラスソース、ホワイトソース、和風ソース、カレーソースなどの各店がそれぞれ工夫したソースをかけて提供している。
- 家庭料理のオムレツの例（挽肉・玉葱を入れてケチャップをかけたパターン）
- すき家のオムレツ・カレー・ライス

日本での歴史
日本ではオムレツは明治初期に西洋茶漬として、東京浅草の会円亭で売られていたという。
日本において明治・大正期から伝わる典型的なオムレツは、ひき肉と玉ねぎを炒めたものを溶き卵で包み込むものである。軍隊調理法を始めとする古い料理本には必ずこのレシピが掲載されており、家庭料理としても広く普及していた。昭和の時代までは日本でオムレツといえばこの料理を意味し、現在も大衆食堂や町中華などではこのタイプのものが提供されることが多い。

## オムレツを応用した料理

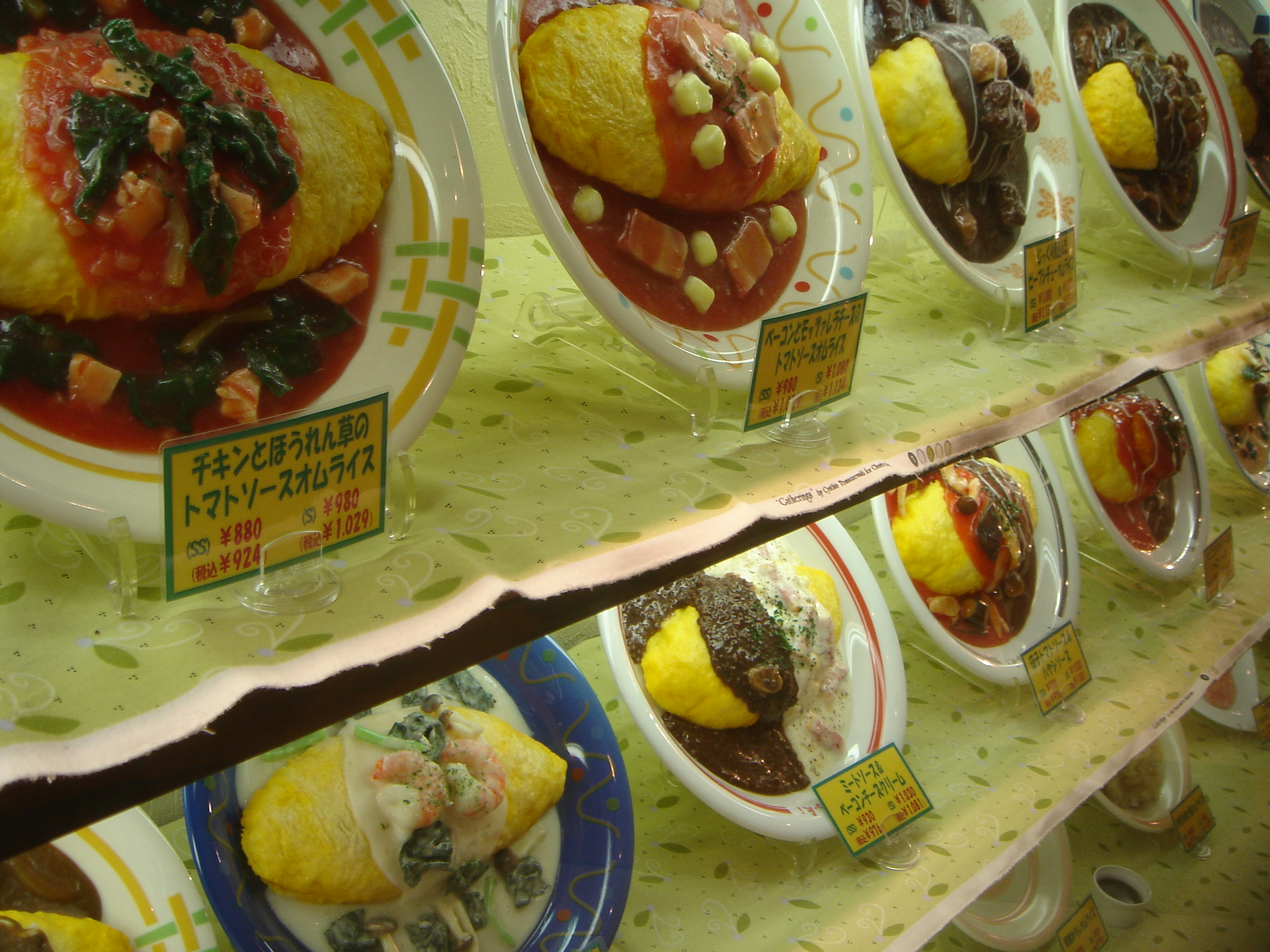
日本のオムライス専門店

折りたたんで半月形に仕上げる以外にも、大量の具に焼いた卵を被せて紡錘形に仕上げる、さらには切り開くなどアレンジは多様である。
味付けした米飯をオムレツで包む「オムライス」や、「オムそば」「オム焼きそば」は日本で考案された料理である。

## オムレツケーキ
似通った名前の菓子として、オムレツケーキがある。オムレツに類似した形状のスポンジケーキ生地に、クリームや果実を挟んだ菓子である。日本では丸ごと1本のバナナを挟んだ「まるごとバナナ」がよく知られるほか、塩キャラメルの味を効かせたものなどその種類は多岐にわたる。
一説には、1970年代頃に自由が丘トップ（現在は閉店）という洋菓子店が作り、世に広めたといわれている。